# 警視庁特捜刑事の妻
『警視庁特捜刑事の妻』（けいしちょうとくそうけいじのつま）は、2001年から2006年までテレビ朝日系「土曜ワイド劇場」で放送された刑事ドラマシリーズ。全4回。主演は三浦友和。
タイトルは『殺人容疑者の妻!』（第1作） → 『殺人逃亡者の妻』（第2作） → 『殺人被害者の妻』（第3作） → 『警視庁特捜刑事の妻』（第4作）

## キャスト

### 警視庁捜査一課
杉本慎一
演 - 三浦友和
警視庁捜査一課の刑事。家族は妻の洋子と娘の亜希。妹の聡美はモデルをしている。
亜希は6年前にひき逃げに遭い即死。洋子とはこの日を境に徐々に崩壊していき4年前に離婚している。
吉村
演 - 角田英介（第3作・第4作）
警視庁捜査一課の刑事。

### ゲスト
第1作「殺人容疑者の妻!」（2001年）
- 香川亮介（会計事務所・聡美の不倫相手） - 井田州彦
- 杉本聡美（モデル・杉本の妹） - 滝沢涼子
- 窪田夏子（窪田の妻・真奈の叔母） - 永野路子
- 山下篤子（家政婦） - 朝比奈順子
- 佐々木恵 - 神崎恵
- 森口美鈴（ホステス） - 江口尚
- 武井（捜査主任） - 田山涼成
- 城島（刑事） - 伊藤洋三郎
- 丸山源三（元ヤクザ） - 斉木しげる
- 窪田克昭（弁護士） - 大出俊
- 香川真奈（香川の妻） - 床嶋佳子

第2作「殺人逃亡者の妻」（2004年）
- 村田健二（交番の巡査） - 甲本雅裕
- 加治屋亨（鹿児島中央警察署 刑事） - 東根作寿英
- 鈴木亜季（ブティック亜季 経営者・鈴木の妻） - 栗田よう子
- 捜査一課課長 - 山形恵介
- 佐野武（鹿児島中央警察署 刑事） - 浅見小四郎
- 横山宗男（似顔絵の男） - 大村波彦
- 南一朗（刑事） - 角田英介
- 浅川美樹（東和生命 OL） - 棟里佳
- 伊藤恵美（ホステス・横山の愛人） - 中野若葉
- 鈴木利夫（洋子の叔父） - 鈴木ヒロミツ
- 村田洋子（村田の妻） - 国生さゆり

第3作「殺人被害者の妻」（2005年）
- 向井美沙子（中島の秘書・向井の妻・元ボート部のマネジャー） - 山本未來
- 新庄夕子（新庄の妻・元ボート部のマネジャー） - 中島ひろ子
- 向井稔（妹をレイプした石田を殺した青年） - 金山一彦
- 新庄義明（ラーメン屋・向井の高校時代のボート部の仲間） - 志村東吾
- 南正一郎（中島開発 総務部長・向井の高校時代のボート部の仲間） - 湯江健幸
- 林田真人（不動産屋社員・向井の高校時代のボート部の仲間） - 井之上チャル
- 大河内（滋賀県警湖西警察署 刑事） - 有福正志
- 滋賀県警湖西警察署 刑事 - 武田大和
- 二郎（美奈の結婚相手） - 森川次郎
- 石田（借金取り・故人） - 浅見小四郎
- 向井美奈（向井の妹・故人） - 浅川稚広
- バーのママ - 小川よりこ
- 中島開発 社員 - 大澤桂子
- 看護師 - 上田こずえ
- 中島和子（中島の妻） - 山本みどり
- 中島昇（中島開発 社長） - 香川耕二
- 松尾敬三（元ボート部顧問） - 神山繁

第4作「警視庁特捜刑事の妻」（2006年）
- 殿村照美（殿村の妻） - 一色彩子
- 殿村克彦（新亜工業 副社長） - 天宮良
- 大西達也（ホスト） - 西川忠志
- 植田明博（営業部社員・照美の弟） - 岡田秀樹
- 谷畑光江（女将） - 宮田早苗
- 木下（刑事） - 中山弟吾朗
- 村越（刑事） - 掛田誠
- 消防団 - 本城丸裕
- 刑事 - 岸端正浩
- ホスト - 森岡豊
- 後藤仁志（シンナー中毒者） - 麻生幸佑
- ホテルフロント - 武田大和
- アナウンサー - 遠藤行洋
- アパート管理人 - 小柳友貴美
- 杉本亜希（6年前ひき逃げに遭い即死） - 遠藤真宙
- 秘書 - 花塚いづみ
- 主婦 - 真下有紀
- 主婦 - 中澤優子
- 岡部千枝子（大西の隣人） - 倉橋秀美
- 立花英雄（警視庁特捜刑事） - 中山仁
- 牛山泰造（富士吉田中央警察署 刑事） - 秋野太作
- 樋山洋子（杉本の元妻・亜希の母） - 古手川祐子

## スタッフ
- 脚本 - 長野洋、瀬川由美、坂田義和
- 監督 - 齋藤光正
- プロデューサー - 塙淳一（テレビ朝日）、内山聖子（テレビ朝日 / 第3作・第4作）、内堀雄三（ネクスト・プロデュース）、荒木功（第1作）、春山五月（ネクスト・プロデュース / 第4作）
- 制作 - テレビ朝日、ネクスト・プロデュース

## 放送日程
- 第1作が放送された2001年6月23日は当初水野真紀主演の『少年被疑者』が放送予定だったが、附属池田小事件が発生したため本作に差し替えられた。

| 話数 | 放送日         | タイトル           | 脚本            | 監督     |
| ---- | -------------- | ------------------ | --------------- | -------- |
| 1    | 2001年06月23日 | 殺人容疑者の妻!    | 長野洋          | 齋藤光正 |
| 2    | 2004年03月06日 | 殺人逃亡者の妻     | 長野洋 瀬川由美 | 齋藤光正 |
| 3    | 2005年11月26日 | 殺人被害者の妻     | 瀬川由美        | 齋藤光正 |
| 4    | 2006年07月29日 | 警視庁特捜刑事の妻 | 坂田義和        | 齋藤光正 |